# Roxana Baldetti
Ingrid Roxana Baldetti Elias (nascida em 13 de maio de 1962 na Cidade da Guatemala) foi a primeira vice-presidente do sexo feminino da Guatemala. Em 2015, manifestantes pediram sua renúncia, a qual, juntamente com o seu ex-secretário privado, estaria envolvida num escândalo de corrupção, contrabando e fraude aduaneira na ordem dos 120 milhões de euros.
Roxana Baldetti ganhou fama mundial ao renunciar em maio de 2015 e negou qualquer ligação com a alegada má gestão de Monzon, que é acusado de aceitar subornos, depois de uma gravação telefônica de dois homens que falam de entregar 2,3 milhões de quetzales em dinheiro como suborno. Entretanto, em agosto de 2015, Baldetti foi presa, enquanto estava recebendo tratamento em um hospital, por suspeita de associação ilícita, suborno e fraude ligada ao
esquema das aduaneiras conhecido como "La Linea".